# Mistrzostwa Polski Seniorów w Lekkoatletyce 2022
98. Mistrzostwa Polski Seniorów w Lekkoatletyce – zawody lekkoatletyczne, które odbyły się w dniach 9–11 czerwca 2022 na stadionie lekkoatletycznym w Suwałkach. Ich organizatora, Zarząd Polskiego Związku Lekkiej Atletyki wybrał w styczniu 2021 r.

## Rezultaty
| NR – rekord Polski \| CR – rekord mistrzostw Polski \| NUR – rekord Polski młodzieżowców (do lat 23) \| SB – najlepszy wynik w sezonie |
| NL – najlepszy tegoroczny wynik na polskich listach \| PB – rekord życiowy                                                             |

### Mężczyźni
| Konkurencja:                  | 1. miejsce                                                                             | Rezultat | 2. miejsce                                                                  | Rezultat | 3. miejsce                                                                        | Rezultat |
| Bieg na 100 m                 | Dominik Kopeć KS Agros Zamość                                                          | 10,20    | Przemysław Słowikowski MKL Szczecin                                         | 10,34    | Patryk Wykrota KS Stal LA Ostrów Wlkp.                                            | 10,34    |
| Bieg na 200 m                 | Łukasz Żok ALKS AJP Gorzów Wlkp.                                                       | 20,66 w  | Patryk Wykrota KS Stal LA Ostrów Wlkp.                                      | 20,90 w  | Przemysław Kozłowski KS AZS AWF Katowice                                          | 21,24 w  |
| Bieg na 400 m                 | Karol Zalewski KS AZS UWM Olsztyn                                                      | 46,44    | Kajetan Duszyński AZS Łódź                                                  | 46,57    | Mateusz Rzeźniczak RKS Łódź                                                       | 46,77    |
| Bieg na 800 m                 | Patryk Dobek MKL Szczecin                                                              | 1:53,50  | Mateusz Borkowski RKS Łódź                                                  | 1:53,52  | Kacper Lewalski KS AZS UWM Olsztyn                                                | 1:54,16  |
| Bieg na 1500 m                | Michał Rozmys UKS Barnim Goleniów                                                      | 3:57,97  | Andrzej Kowalczyk Kraków Athletics Team                                     | 3:59,06  | Patryk Kozłowski RLTL Optima Radom                                                | 3:59,09  |
| Bieg na 5000 m                | Patryk Kozłowski RLTL Optima Radom                                                     | 14:20,31 | Mateusz Gos RLTL Optima Radom                                               | 14:21,04 | Aleksander Wiącek OKS Start Otwock                                                | 14:21,58 |
| Bieg na 3000 m z przeszkodami | Mikołaj Czeronek WKS Śląsk Wrocław                                                     | 8:47,71  | Mateusz Kaczmarek BKS Bydgoszcz                                             | 8:48,08  | Adam Kołodziej MUKS Wisła Junior Sandomierz                                       | 8:53,20  |
| Bieg na 110 m przez płotki    | Damian Czykier KS Podlasie Białystok                                                   | 13,25    | Jakub Szymański SKLA Sopot                                                  | 13,50    | Jakub Bujak AZS KU Politechniki Opolskiej                                         | 13,96    |
| Bieg na 400 m przez płotki    | Krzysztof Hołub AZS UMCS Lublin                                                        | 50,43 =  | Sebastian Urbaniak LKS Vectra Włocławek                                     | 50,54    | Jakub Olejniczak TS Wieliczanka Wieliczka                                         | 50,86    |
| Sztafeta 4 × 100 m            | KS Stal LA Ostrów Wlkp. Tomasz Jankowski Marcin Karolewski Patryk Wykrota Kacper Cegła | 40,56    | AZS UMCS Lublin Jakub Lempach Łukasz Żak Jakub Chmiel Eryk Hampel           | 40,60    | KS AZS AWF Katowice Adam Burda Paweł Dzida Przemysław Kozłowski Karol Kwiatkowski | 40,68    |
| Sztafeta 4 × 400 m            | OŚ AZS Poznań Jan Wawrzkowicz Mikołaj Buzała Ryszard Piasecki Tymoteusz Zimny          | 3:09,24  | KS AZS AWF Katowice Michał Wróbel Jacek Majewski Jakub Pająk Adam Paździerz | 3:10,14  | AZS UMCS Lublin Krzysztof Hołub Cezary Mirosław Oskar Gołębiowski Maciej Hołub    | 3:10,49  |
| Chód na 10 000 m              | Artur Brzozowski KKL Sparta Stalowa Wola                                               | 43:08,10 | Jakub Jelonek CKS Budowlani Częstochowa                                     | 43:44,89 | Rafał Sikora KS AZS AWF Kraków                                                    | 46:13,69 |
| Skok wzwyż                    | Mateusz Kołodziejski CWZS Zawisza Bydgoszcz SL                                         | 2,21 =   | Mikołaj Szczęsny MKLA Łęczyca                                               | 2,12     | Sebastian Moszczyński KS Podlasie Białystok                                       | 2,12     |
| Skok o tyczce                 | Piotr Lisek OSOT Szczecin                                                              | 5,60     | Robert Sobera KS AZS AWF Wrocław                                            | 5,60     | Karol Pawlik CWZS Zawisza Bydgoszcz SL                                            | 5,40     |
| Skok w dal                    | Piotr Tarkowski KS AZS-AWF Biała Podlaska                                              | 8,03     | Mateusz Jopek KS AZS AWF Wrocław                                            | 7,77 w   | Andrzej Kuch AZS UMCS Lublin                                                      | 7,52     |
| Trójskok                      | Adrian Świderski WKS Śląsk Wrocław                                                     | 16,35    | Rafał Sulwirski KS AZS AWF Warszawa                                         | 15,57    | Jan Kulmaczewski KS AZS AWF Warszawa                                              | 15,56    |
| Pchnięcie kulą                | Michał Haratyk KS Sprint Bielsko-Biała                                                 | 21,17    | Konrad Bukowiecki KS AZS UWM Olsztyn                                        | 20,30    | Jakub Szyszkowski KS AZS AWF Katowice                                             | 19,89    |
| Rzut dyskiem                  | Oskar Stachnik AZS UMCS Lublin                                                         | 64,06    | Robert Urbanek MKS Aleksandrów Łódzki                                       | 61,13    | Jakub Lewoszewski KS AZS AWF Warszawa                                             | 59,63    |
| Rzut młotem                   | Wojciech Nowicki KS Podlasie Białystok                                                 | 80,90    | Paweł Fajdek KS AZS AWF Katowice                                            | 77,13    | Marcin Wrotyński OŚ AZS Poznań                                                    | 73,77    |
| Rzut oszczepem                | Marcin Krukowski KS Warszawianka                                                       | 80,44    | Eryk Kołodziejczak LUKS Start Nakło                                         | 78,22    | Piotr Lebioda LUKS Hańcza Suwałki                                                 | 78,01    |

### Kobiety
| Konkurencja:                  | 1. miejsce                                                                                           | Rezultat  | 2. miejsce                                                                                 | Rezultat | 3. miejsce                                                                                    | Rezultat |
| Bieg na 100 m                 | Ewa Swoboda KS AZS AWF Katowice                                                                      | 10,99 w   | Magdalena Stefanowicz KS AZS AWF Katowice                                                  | 11,21 w  | Martyna Kotwiła RLTL Optima Radom                                                             | 11,28 w  |
| Bieg na 200 m                 | Martyna Kotwiła RLTL Optima Radom                                                                    | 22,94 w   | Nikola Horowska ALKS AJP Gorzów Wlkp.                                                      | 22,99 w  | Marika Popowicz-Drapała CWZS Zawisza Bydgoszcz SL                                             | 22,99 w  |
| Bieg na 400 m                 | Natalia Kaczmarek KS AZS AWF Wrocław                                                                 | 51,25     | Anna Kiełbasińska SKLA Sopot                                                               | 51,58    | Justyna Święty-Ersetic KS AZS AWF Katowice                                                    | 51,70    |
| Bieg na 800 m                 | Anna Wielgosz CWKS Resovia Rzeszów                                                                   | 2:03,08   | Margarita Koczanowa KS AZS AWF Kraków                                                      | 2:04,03  | Adrianna Czapla AZS UMCS Lublin                                                               | 2:04,10  |
| Bieg na 1500 m                | Sofia Ennaoui AZS UMCS Lublin                                                                        | 4:30,22   | Eliza Megger LKS Pszczyna                                                                  | 4:30,98  | Aleksandra Płocińska SRS Kondycja Piaseczno                                                   | 4:31,25  |
| Bieg na 5000 m                | Angelika Mach AZS UMCS Lublin                                                                        | 15:57,99  | Beata Topka ULKS Talex Borzytuchom                                                         | 15:59,58 | Renata Pliś MKL Maraton Świnoujście                                                           | 16:05,21 |
| Bieg na 3000 m z przeszkodami | Kinga Królik UKS Azymut Pabianice                                                                    | 9:47,84   | Patrycja Kapała KS AZS AWF Katowice                                                        | 9:48,49  | Alicja Konieczek OŚ AZS Poznań                                                                | 9:49,10  |
| Bieg na 100 m przez płotki    | Pia Skrzyszowska KS AZS AWF Warszawa                                                                 | 12,62 NUR | Klaudia Siciarz KS AZS AWF Kraków                                                          | 12,90    | Klaudia Wojtunik AZS Łódź                                                                     | 13,05    |
| Bieg na 400 m przez płotki    | Izabela Smolińska RLTL Optima Radom                                                                  | 57,16     | Julia Korzuch KS AZS AWF Katowice                                                          | 58,23    | Aleksandra Wołczak AZS-AWF Gorzów                                                             | 58,70    |
| Sztafeta 4 × 100 m            | CWZS Zawisza Bydgoszcz SL Katarzyna Ferenz Klaudia Adamek Katarzyna Sokólska Marika Popowicz-Drapała | 45,10     | RLTL Optima Radom Martyna Osińska Natalia Wosztyl Izabela Smolińska Martyna Kotwiła        | 45,85    | KS AZS AWF Kraków Anna Kulpińska Weronika Nagięć Monika Kiepura Alicja Struzik                | 45,87    |
| Sztafeta 4 × 400 m            | AZS UMCS Lublin Alicja Wrona Wiktoria Drozd Adrianna Janowicz-Półtorak Małgorzata Hołub-Kowalik      | 3:34,73   | KS AZS AWF Warszawa Weronika Bartnowska Karolina Łozowska Anna Maria Gryc Dominika Baćmaga | 3:35,64  | KS AZS AWF Kraków Katarzyna Martyna Aleksandra Wsołek Margarita Koczanowa Aleksandra Gaworska | 3:40,21  |
| Chód na 5000 m                | Katarzyna Zdziebło LKS Stal Mielec                                                                   | 21:29,23  | Olga Niedziałek WLKS Nowe Iganie                                                           | 22:21,92 | Anna Zdziebło LKS Stal Mielec                                                                 | 25:16,02 |
| Skok wzwyż                    | Wiktoria Miąso CWKS Resovia Rzeszów                                                                  | 1,86      | Aneta Rydz RLTL Optima Radom                                                               | 1,79     | Paulina Wal AZS KU Politechniki Opolskiej                                                     | 1,76     |
| Skok o tyczce                 | Agnieszka Kaszuba KL Gdynia                                                                          | 4,10      | Maja Chamot KS Sprint Bielsko-Biała                                                        | 4,00     | Emilia Kusy SKLA Sopot                                                                        | 4,00 =   |
| Skok w dal                    | Roksana Jędraszak OŚ AZS Poznań                                                                      | 6,42      | Anna Matuszewicz MKL Toruń                                                                 | 6,40     | Anna Rugowska WLKS Wrocław                                                                    | 6,25     |
| Trójskok                      | Adrianna Szóstak OŚ AZS Poznań                                                                       | 13,84     | Agnieszka Bednarek AZS Łódź                                                                | 13,64    | Karolina Młodawska KKL Kielce                                                                 | 13,61    |
| Pchnięcie kulą                | Klaudia Kardasz KS Podlasie Białystok                                                                | 17,65     | Paulina Guba AZS UMCS Lublin                                                               | 17,40    | Zuzanna Maślana MLKL Płock                                                                    | 14,85    |
| Rzut dyskiem                  | Daria Zabawska AZS UMCS Lublin                                                                       | 58,74     | Karolina Urban AZS-AWFiS Gdańsk                                                            | 56,38    | Karolina Sygutowska ZLKL Zielona Góra                                                         | 51,73    |
| Rzut młotem                   | Malwina Kopron KS Wisła Puławy                                                                       | 69,60     | Ewa Różańska KS AZS AWF Warszawa                                                           | 69,24    | Katarzyna Furmanek KKL Kielce                                                                 | 68,69    |
| Rzut oszczepem                | Maria Andrejczyk LUKS Hańcza Suwałki                                                                 | 57,53     | Karolina Bołdysz AZS-AWFiS Gdańsk                                                          | 55,23    | Klaudia Regin LKS Jantar Ustka                                                                | 53,78    |

## Maraton
42. Mistrzostwa Polski kobiet w biegu maratońskim i 92. Mistrzostwa Polski mężczyzn w biegu maratońskim odbyły się 10 kwietnia w ramach Maratonu Dębno.
| Konkurencja: | 1. miejsce                                  | Rezultat | 2. miejsce                                       | Rezultat | 3. miejsce                                 | Rezultat |
| Mężczyźni    | Błażej Brzeziński CWZS Zawisza Bydgoszcz SL | 2:18:11  | Emil Dobrowolski UKS Ekonomik-Maratończyk Lębork | 2:19:41  | Damian Świerdzewski KS Prefbet-Sonarol     | 2:19:56  |
| Kobiety      | Monika Jackiewicz MKL Szczecin              | 2:29:51  | Monika Andrzejczak RAZ Szczecin                  | 2:33:05  | Wioletta Paduszyńska KS Team Baryła Gorzów | 2:59:16  |

## Chód na 20 km
Zawody o mistrzostwo Polski kobiet i mężczyzn w chodzie na 20 kilometrów odbyły się 23 kwietnia w Sulejówku.
| Konkurencja: | 1. miejsce                                 | Rezultat | 2. miejsce                               | Rezultat | 3. miejsce                         | Rezultat |
| Mężczyźni    | Dawid Tomala KU AZS Politechniki Opolskiej | 1:25:16  | Artur Brzozowski KKL Sparta Stalowa Wola | 1:25:27  | Rafał Augustyn LKS Stal Mielec     | 1:25:52  |
| Kobiety      | Katarzyna Zdziebło LKS Stal Mielec         | 1:30:11  | Olga Niedziałek WLKS Nowe Iganie         | 1:30:34  | Agnieszka Ellward WKS Flota Gdynia | 1:37:08  |

## Bieg 6-godzinny
1. Mistrzostwa Polski w biegu 6-godzinnym zostały rozegrane 23 kwietnia w Chorzowie.
| Konkurencja: | 1. miejsce                              | Rezultat | 2. miejsce                                | Rezultat | 3. miejsce                             | Rezultat |
| Mężczyźni    | Dariusz Nożyński RK Athletics Warszawa  | 95 004 m | Andrzej Piotrowski WKS Wawel Kraków       | 88 020 m | Filip Jańczak Orkan Środa Wielkopolska | 84 846 m |
| Kobiety      | Magdalena Ziółek SRS Kondycja Piaseczno | 73 728 m | Patrycja Bereznowska Wieliszew Heron Team | 73 288 m | Justyna Wrażeń UKS Flop Wilkasy        | 72 491 m |

## Bieg na 10 000 m
Mistrzostwa Polski w biegu na 10 000 metrów zostały rozegrane 23 kwietnia w Międzyrzeczu.
| Konkurencja: | 1. miejsce                             | Rezultat | 2. miejsce                         | Rezultat | 3. miejsce                                 | Rezultat |
| Mężczyźni    | Krystian Zalewski UKS Barnim Goleniów  | 28:45,47 | Patryk Kozłowski RLTL Optima Radom | 29:04,45 | Mateusz Kaczor RLTL Optima Radom           | 29:19,09 |
| Kobiety      | Aleksandra Lisowska KS AZS UWM Olsztyn | 32:55,09 | Beata Topka ULKS Talex Borzytuchom | 33:12,03 | Weronika Lizakowska KUKS Remus Kościerzyna | 33:14,52 |

## Chód na 35 km
1. Mistrzostwa Polski kobiet i mężczyzn w chodzie na 35 kilometrów odbyły się 14 maja w Opolu.
| Konkurencja: | 1. miejsce                               | Rezultat | 2. miejsce                                 | Rezultat | 3. miejsce                     | Rezultat |
| Mężczyźni    | Artur Brzozowski KKL Sparta Stalowa Wola | 2:36:22  | Dawid Tomala KU AZS Politechniki Opolskiej | 2:37:22  | Rafał Augustyn LKS Stal Mielec | 2:39:26  |
| Kobiety      | Katarzyna Zdziebło LKS Stal Mielec       | 2:49:37  | Agnieszka Ellward WKS Flota Gdynia         | 3:13:39  | [ b ]                          |          |

## Bieg 24-godzinny
15. Mistrzostwa Polski w biegu 24-godzinnym zostały rozegrane 14-15 maja w Pabianicach.
| Konkurencja: | 1. miejsce                           | Rezultat  | 2. miejsce                                      | Rezultat  | 3. miejsce                       | Rezultat  |
| Mężczyźni    | Andrzej Piotrowski WKS Wawel Kraków  | 282 201 m | Mariusz Napiórkowski LKS Korab Olecko           | 262 294 m | Jakub Śleziak AZS AWF Katowice   | 261 078 m |
| Kobiety      | Aleksandra Niwińska LKS Olymp Błonie | 255 587 m | Milena Grabska-Grzegorczyk UKS Azymut Pabianice | 220 035 m | Anna Kapica CWKS Resovia Rzeszów | 214 051 m |

## Wieloboje
Mistrzostwa Polski w wielobojach zostały rozegrane w Warszawie od 17 do 19 czerwca na stadionie lekkoatletycznym im. Zygmunta Szelesta.

### Mężczyźni
| Konkurencja:  | 1. miejsce                   | Rezultat | 2. miejsce                                       | Rezultat | 3. miejsce                  | Rezultat |
| Dziesięciobój | Rafał Horbowicz Warszawianka | 7760 pkt | Jacek Chochorowski AZS KU Politechniki Opolskiej | 7260 pkt | Mateusz Murias Warszawianka | 6669 pkt |

### Kobiety
| Konkurencja: | 1. miejsce                       | Rezultat | 2. miejsce                  | Rezultat | 3. miejsce               | Rezultat |
| Siedmiobój   | Adrianna Sułek KS Brda Bydgoszcz | 6423 pkt | Paulina Ligarska SKLA Sopot | 6241 pkt | Edyta Bielska SKLA Sopot | 5945 pkt |

## Bieg na 10 km
13. Mistrzostwa Polski w biegu ulicznym na 10 kilometrów mężczyzn zostały rozegrane 30 lipca w Gdańsku w ramach biegu św. Dominika. 11. Mistrzostwa Polski w biegu ulicznym na 10 kilometrów kobiet zostały rozegrane 11 listopada w Poznaniu w ramach Biegu Niepodległości.
| Konkurencja: | 1. miejsce                          | Rezultat | 2. miejsce                                | Rezultat | 3. miejsce                             | Rezultat |
| Mężczyźni    | Adam Nowicki MKL Szczecin           | 29:20    | Arkadiusz Gardzielewski WKS Śląsk Wrocław | 29:21    | Mateusz Kaczor RLTL Optima Radom       | 30:02    |
| Kobiety      | Izabela Paszkiewicz AZS UMCS Lublin | 32:45    | Sabina Jarząbek KKL Kielce                | 33:40    | Natalia Bielak KS SMS Szklarska Poręba | 34:14    |

## Półmaraton
31. Mistrzostwa Polski w półmaratonie zostały rozegrane 11 września w Iławie.
| Konkurencja: | 1. miejsce                                | Rezultat | 2. miejsce                       | Rezultat | 3. miejsce                                     | Rezultat |
| Mężczyźni    | Arkadiusz Gardzielewski WKS Śląsk Wrocław | 1:03:57  | Mateusz Kaczor RLTL Optima Radom | 1:04:59  | Adam Głogowski UKS Ekonomik-Maratończyk Lębork | 1:06:29  |
| Kobiety      | Aleksandra Brzezińska MKL Toruń           | 1:13:56  | Monika Jackiewicz MKL Szczecin   | 1:15:34  | Olga Kalendarowa-Ochal KS Prefbet-Sonarol      | 1:17:06  |

## Biegi sztafetowe
5. Mistrzostwa Polski w biegach sztafetowych zostały rozegrane w Białymstoku 17 i 18 września.

### Mężczyźni
| Konkurencja:       | 1. miejsce                                                                                  | Rezultat | 2. miejsce                                                                                 | Rezultat | 3. miejsce                                                                           | Rezultat |
| Sztafeta 4 × 200 m | MKS Juvenia Białystok Gabriel Turowski Ernest Jaroszewicz Mateusz Kwiatkowski Bartosz Dudek | 1:27,30  | CWZS Zawisza Bydgoszcz Dominik Boiński Derrick Kporhotor Kacper Piasecki Oskar Tomaszewski | 1:31,13  | LKS MOSiR Sieradz Jarosław Gołąb Szymon Grzegorzewski Miłosz Jarząb Jakub Pędziwiatr | 1:31,72  |

### Kobiety
| Konkurencja:       | 1. miejsce                                                                  | Rezultat | 2. miejsce                                                                                    | Rezultat | 3. miejsce                                                                                          | Rezultat |
| Sztafeta 4 × 200 m | GKS Start Długołęka Daria Kicuła Aleksandra Buk Michalina Janik Emilia Sala | 1:45,65  | KS Podlasie Białystok Gabriela Raczkowska Anna Leszczyńska Dominika Antonowicz Justyna Jelska | 1:46,02  | KS Sprinterzy.com Kraków Patrycja Jackiewicz Anna Ciesielska Karolina Trautman Małgorzata Defratyka | 1:49,56  |

### Sztafety mieszane
| Konkurencja:           | 1. miejsce                                                                                    | Rezultat | 2. miejsce                                                                              | Rezultat | 3. miejsce                                                                           | Rezultat |
| Sztafeta 4 × 400 m     | KS Sprinterzy.com Kraków Piotr Tymiński Anna Ciesielska Jakub Sobiech Patrycja Jackiewicz     | 3:42,30  | KS Prefbet-Sonarol Bartosz Jurak Wiktoria Grabowska Piotr Dąbrowski Martyna Krawczyńska | 3:42,56  | AZS KU Politechniki Opolskiej Krzysztof Lis Maja Kleszno Ignacy Bryll Olivia Greiner | 3:42,80  |
| Sztafeta 2 × 2 × 400 m | SRS Kondycja Piaseczno Oliwia Paradowska Adrian Pec                                           | 3:58,46  | KS Prefbet-Sonarol Martyna Krawczyńska Bartosz Jurak                                    | 3:58,96  | MKS Pułtusk Martyna Gajkowska Mateusz Makowski                                       | 3:59,95  |
| Sztafeta 4 × 800 m     | SRS Kondycja Piaseczno II Adrian Pec Oliwia Paradowska Bartosz Kucharski Aleksandra Płocińska | 8:34,08  | KS Prefbet-Sonarol Bartosz Jurak Wiktoria Grabowska Piotr Dąbrowski Martyna Krawczyńska | 8:51,52  | SRS Kondycja Piaseczno Piotr Szczepański Maja Wierzchowska Kilian Mika Maia Zatorska | 8:52,48  |

## Bieg na 5 km
10. otwarte mistrzostwa Polski w biegu ulicznym na 5 kilometrów mężczyzn i kobiet zostały rozegrane 6 listopada w Warszawie w ramach Niepodległej Piątki na PGE Narodowym.
| Konkurencja: | 1. miejsce                       | Rezultat | 2. miejsce                         | Rezultat | 3. miejsce                             | Rezultat |
| Mężczyźni    | Mateusz Kaczor RLTL Optima Radom | 14:15    | Dariusz Boratyński AZS AWF Wrocław | 14:18    | Aleksander Wiącek OKS Start Otwock     | 14:21    |
| Kobiety      | Sabina Jarząbek KKL Kielce       | 16:19    | Ewa Jagielska KS Prefbet-Sonarol   | 16:20    | Natalia Bielak KS SMS Szklarska Poręba | 16:21    |

## Biegi przełajowe
94. Mistrzostwa Polski w biegach przełajowych rozegrano 26 listopada w Olesnie.

### Mężczyźni
| Konkurencja:           | 1. miejsce                             | Rezultat | 2. miejsce                           | Rezultat | 3. miejsce                     | Rezultat |
| Bieg przełajowy (4 km) | Dawid Borowski KS Stal LA Ostrów Wlkp. | 11:36    | Tomasz Grycko UKS Bliza Władysławowo | 11:42    | Sebastian Nowicki OKL Oborniki | 11:48    |
| Bieg przełajowy (8 km) | Dariusz Boratyński AZS AWF Wrocław     | 23:50    | Mikołaj Czeronek WKS Śląsk Wrocław   | 23:56    | Mateusz Gos RLTL Optima Radom  | 23:57    |

### Kobiety
| Konkurencja:           | 1. miejsce                 | Rezultat | 2. miejsce                                  | Rezultat | 3. miejsce                             | Rezultat |
| Bieg przełajowy (4 km) | Eliza Megger LKS Pszczyna  | 13:16    | Aleksandra Płocińska SRS Kondycja Piaseczno | 13:26    | Natalia Bielak KS SMS Szklarska Poręba | 13:30    |
| Bieg przełajowy (6 km) | Sabina Jarząbek KKL Kielce | 20:15    | Anna Bańkowska KS Podlasie Białystok        | 20:31    | Julia Afelt CWZS Zawisza Bydgoszcz     | 20:37    |